# Кучма, Пётр Михайлович
Пётр Михайлович Кучма (22 июня 1906, Григоровка, Киевская губерния — 25 декабря 1980, Москва) — советский военачальник, генерал-лейтенант авиации.

## Биография

### Ранние годы
Родился 22 июня 1906 года в селе Григоровка Киевской губернии. Украинец. Работал молотобойцем и кузнецом на Григоровском сахарном заводе. В РККА с сентября 1928 года. Военную службу начинал по призыву в 136-м стрелковом полку 46-й стрелковой дивизии в Василькове. По окончании полковой школы в 1929 году служил там же младшим командиром. В ноябре 1930 года поступил в окружную школу пилотов, которая позже вошла в состав 1-й Военной школы лётчиков имени А. Ф. Мясникова. По окончании школы в 1932 году был оставлен в ней инструктором.

### Служба в Военно-воздушных силах
С 1933 года проходил службу в строевых частях ВВС от лётчика до командира эскадрильи в 1938 году. По окончании Авиационных курсов усовершенствования ВВС РККА (г. Липецк, 1939 год) проходил службу в Забайкальском военном округе. С января 1941 года — командир 49-го скоростного бомбардировочного авиационного полка 37-й авиационной дивизии Забайкальского военного округа в Обо-Самон (Монголия).
С началом Великой Отечественной войны майор Кучма назначен командиром 86-й бомбардировочной авиационной дивизии ВВС Забайкальского фронта. В марте 1942 года дивизия была расформирована, а Кучма назначен командиром 457-го ближнебомбардировочного авиационного полка. В июле 1942 года назначен командиром 64-го штурмового авиационного полка 12-й воздушной армии. В августе 1942 года подполковник Кучма назначен командиром 248-й штурмовой авиационной дивизии. В декабре убыл на обучение на Курсы усовершенствования командиров и начальников штабов авиационных дивизий при военной академии командного и штурманского состава ВВС Красной Армии в г. Чкалове (Монино), по окончании которых в 1943 году назначен командиром 211-й штурмовой авиационной дивизии.
С этой дивизией прошёл весь боевой путь на Калининском, 1-м Прибалтийском, 3-м Белорусском фронтах и командовал дивизией при проведении Смоленской стратегической наступательной, Невельской наступательной, Городокской, Витебской наступательной, Белорусской стратегической наступательной, Прибалтийской стратегической наступательной, Восточно-Прусской стратегической наступательной операций и при ликвидации Курляндской группировки.
За отличия в боях при овладении городом Невель — крупным опорным пунктом и оперативно важным узлом коммуникаций немцев на северо-западном направлении 211-й штурмовой авиационной дивизии присвоено почётное наименование Невельская, а за успешно проведённую операцию по прорыву сильно укреплённой обороны немцев к югу от города Невель награждена орденом «Красного Знамени». Дивизия за отличия в боях также награждена орденом Ленина, вторым орденом Красного Знамени и орденом Суворова II степени. В 1944 году Кучме присвоено воинское звание генерал-майор авиации.
После войны продолжал командовать этой дивизией в составе 15-й воздушной армии Прибалтийского военного округа. В апреле 1947 года назначен командиром 6-го штурмового авиационного корпуса 16-й воздушной армии Группы советских оккупационных войск в Германии. С октября 1948 года — начальник Управления боевой подготовки штурмовой авиации Главного штаба ВВС.
По окончании Академии Генерального штаба (1951) назначен заместителем командующего ВВС Войска Польского по строевой части. С июля 1954 года назначен помощником командующего ВВС Таврического военного округа, с декабря 1955 года — помощник, а с марта 1957 года — первый заместитель командующего 34-й воздушной армией. С мая 1958 года — командующий ВВС Забайкальского военного округа. Звание генерал-лейтенант авиации присвоено 27 апреля 1962 года, а через два года (15 мая 1964 года) был уволен в запас.

### Работа в авиационной промышленности
В 1967 году был принят ведущим инженером во вновь созданную научно-исследовательскую лабораторию безопасности полётов в составе комплекса № 4 Лётно-исследовательского института, где работал под руководством В. И. Бочарова вплоть до 1980 года.

### Смерть
Пётр Михайлович Кучма жил в г. Москве. Он умер 25 декабря 1980 года.

## Награды
- Награждён двумя орденами Ленина, тремя орденами Красного Знамени, орденами Кутузова 2 степени, Отечественной войны 1 степени, Красной Звезды, медалями[1]
- Офицерским крестом ордена «Возрождения Польши»[1]